# Cephalotes fiebrigi
Cephalotes fiebrigi é uma espécie de inseto do gênero Cephalotes, pertencente à família Formicidae.